# Internationales Maritimes Museum Hamburg
Het Internationales Maritimes Museum Hamburg is een maritiem museum in de Duitse stad Hamburg. Het museum werd geopend in 2008 en is een van de grotere maritieme musea in Europa. Het museum is ondergebracht in een van de oudste pakhuizen van Hamburg, dat een beschermd monument is. Het ligt op de grens van Speicherstadt en HafenCity in het oude havengebied van de stad.
Het museum telt tien verdiepingen en op iedere etage wordt een bepaald onderwerp aan de orde gesteld. Onderwerpen die aandacht krijgen zijn onder andere de scheepsbouw, de ontwikkelingen van civiele en marineschepen door de tijd, wetenschappelijk onderzoek op zee, grondstoffen in de zeebodem en de winning daarvan en maritieme schilderkunst. Er is ook een etage gevuld met modelschepen.
De ontvangst/entree is op de begane grond. De onderwerpen per etage zijn:
1. Ontdekkingsreizen
2. Zeilschepen
3. Scheepsbouw
4. Leven aan boord
5. Marine
6. Moderne scheepvaart
7. Geheimen van de zee
8. Kunstverzameling
9. Scheepsmodellen

Er is geen buitenmuseum met schepen in het water.